# Ambigolimax melitensis
Limace tyrrhénienne
Espèce
Synonymes
- voir paragraphe #Synonymes

Statut de conservation UICN

 LC  : Préoccupation mineure
La Limace tyrrhénienne (Ambigolimax melitensis) est une espèce de mollusques gastéropodes de la famille des Limacidae.
Elle est présente à Malte et dans plusieurs îles italiennes.

## Taxonomie
L'espèce est initialement décrite comme Limax melitensis en 1882 par Mario Lessona (d) et Carlo Pollonera.
Le nom normalisé en français est « Limace tyrrhénienne ».

## Synonymes
- Lehmannia melitensis (Lessona & Pollonera, 1882)
- Limax melitensis Lessona & Pollonera, 1882

## Description
Le corps a une teinte grisâtre pâle avec des reflets rougeâtres, l'arrière est pointu, le manteau granuleux. L'animal adulte mesure environ 70 mm.

## Biologie
Vit dans les habitats naturels et humides. L'accouplement a été observé dans les matins de décembre. Les individus se suivent pendant environ 30 min puis se recroquevillent et échangent leur sperme en trois à cinq secondes.

## Distribution géographique

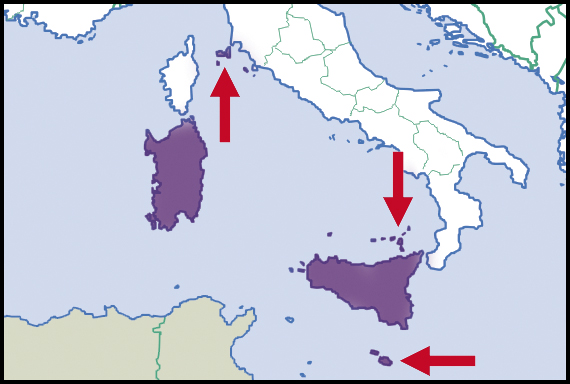
Aire de répartition dAmbigolimax melitensis.

L'espèce est présente dans l'archipel maltais, en Sicile, dans les îles Éoliennes et l'archipel toscan.
Cette limace est assez rare à Malte, où on la trouve dans les vallées peu peuplées.

## Galerie

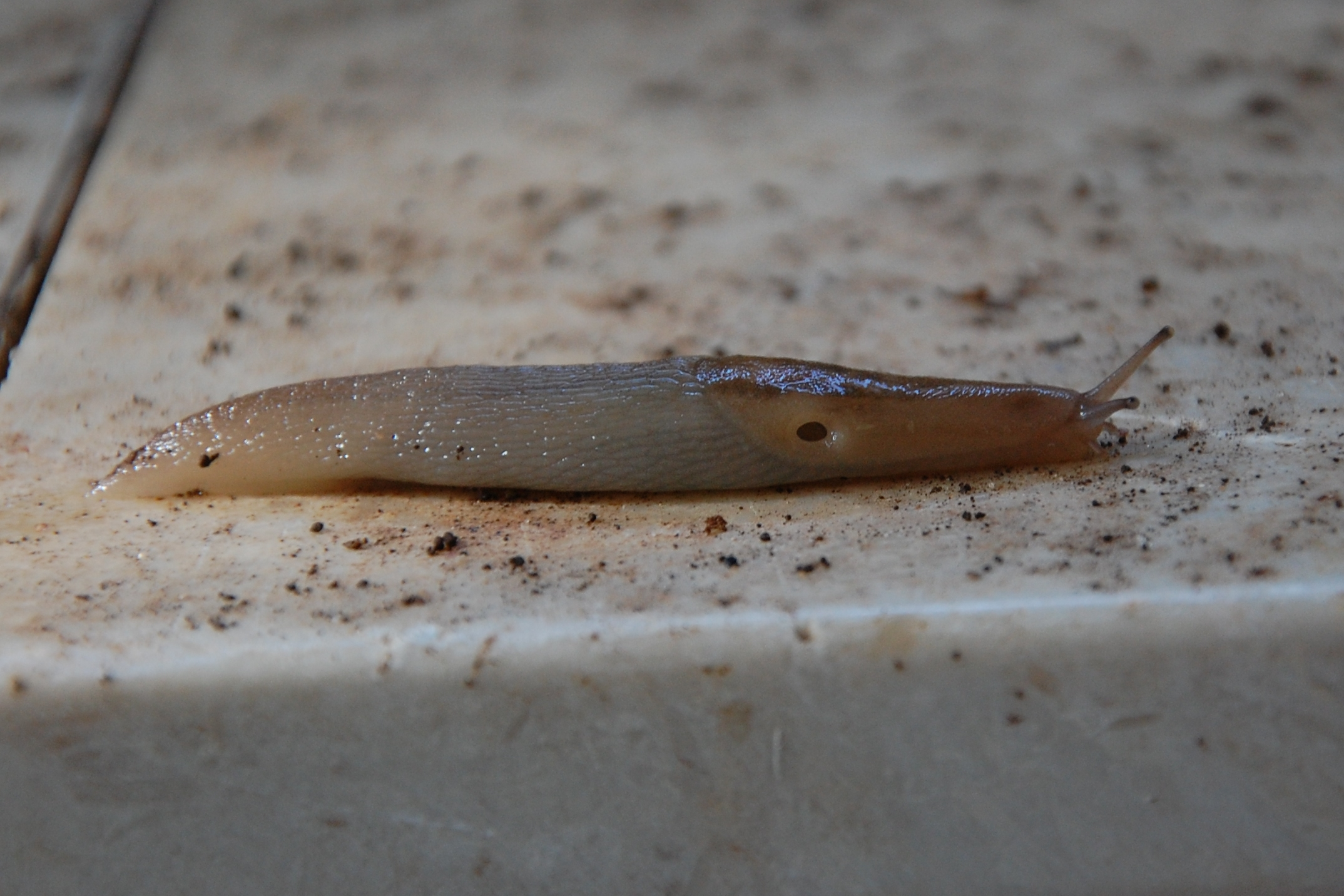
Côté droit d'un spécimen, montrant le pneumostome.
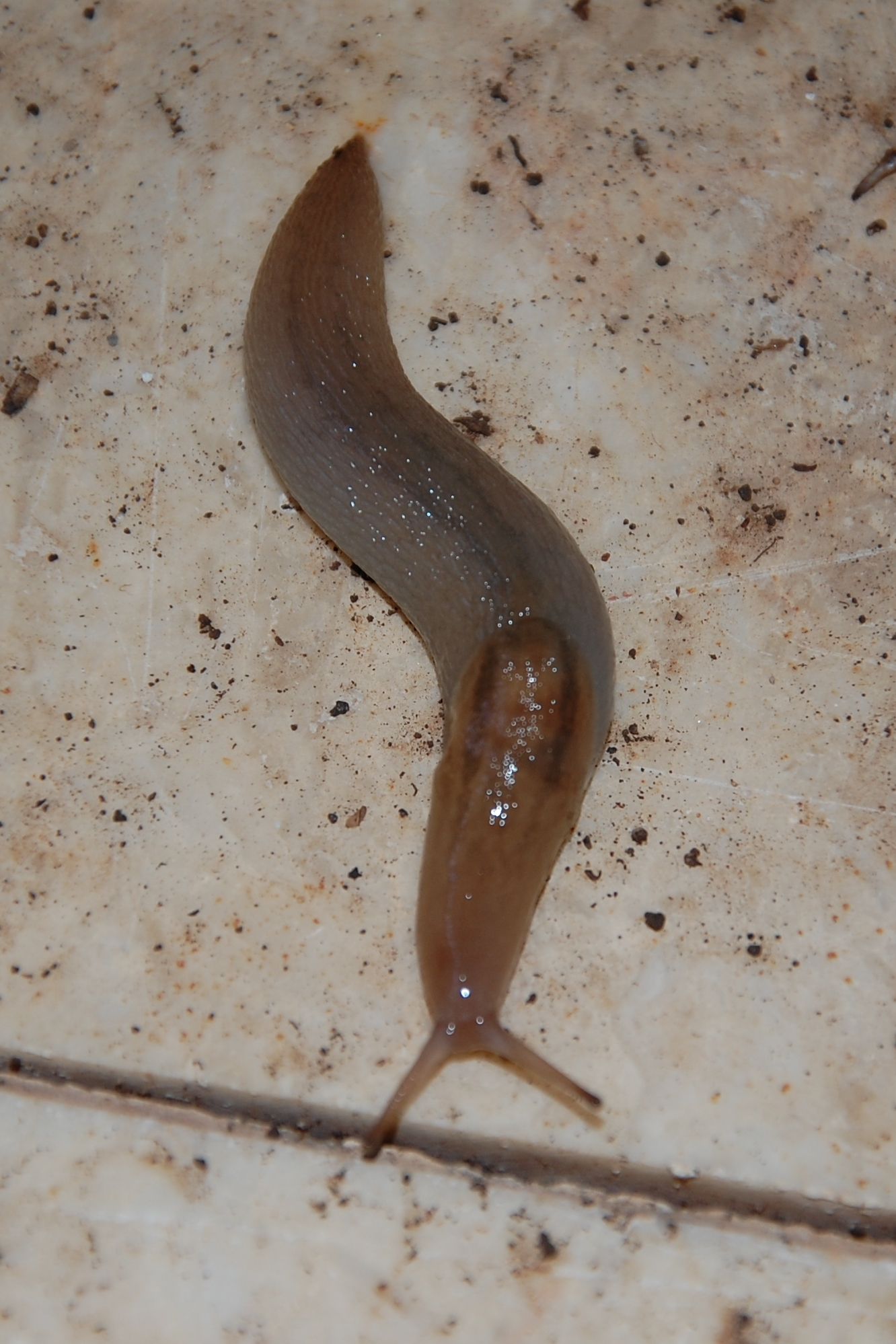
Vue de dessus du même spécimen.